# Tadeusz Ajdukiewicz

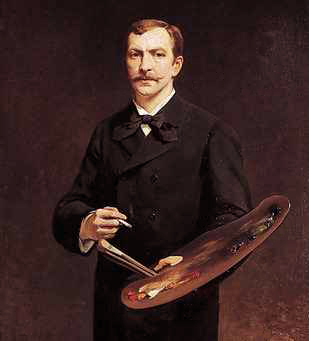
Autorretrato del pintor

Tadeusz Ajdukiewicz (Wieliczka, 1852 – Cracovia, 9 de enero de 1916) fue un pintor retratista polaco, primo hermano de Zygmunt Ajdukiewicz.
De 1868 a 1873, siguió los cursos de Władysław Luszczkiewicz en la Escuela de Bellas Artes de Cracovia. Después siguió su formación en Viena y Múnich y en el taller de Józef Brandt. En 1877, viaja a París y a Oriente Próximo. En 1882, se instala en Viena, donde trabaja para la aristocracia. El año siguiente a Londres donde hace el retrato del Príncipe de Gales. En 1884, en Constantinopla, invitado por el sultán Abdhulhamid II. Y más tarde trabajó en Sofía, San Petersburgo y Bucarest. Más tarde se muda a Rumanía y al estallar la Primera Guerra Mundial, se alista en el ejército de su país y muere durante la guerra.
- Datos: Q981439
- Multimedia: Tadeusz Ajdukiewicz / Q981439